# 头饰带线虫属
头饰带线虫属（学名：Cheilospirura），也称头饰带属、头唇饰带属、唇饰带属、唇旋属，为锐形线虫科的一个属。

## 下属物种
本属包括以下物种：
- 扭头唇饰带线虫 Cheilospirura hamulosa ，扭状头饰带线虫